# Michał Wielhorski (1730-1794)
Michał Wielhorski armories Kierdeja (vers 1730 - 1794) noble polonais, membre de la famille Wielhorski, politicien, diplomate et écrivain polonais, maître de cuisine du Grand-duché de Lituanie (1763-1774), grand intendant de Lituanie (1758-1762), staroste de Kamieniec Podolski, membre de la Confédération de Bar.

## Mariage et descendance
Michał Wielhorski épouse Elżbieta Ogińska qui lui donne trois enfants:
- Michał (1755–1805), général,
- Jerzy (pl) (1755–1809), clerc de lituanie
- Józef (1759–1817), général polonais au service de la Grande Armée

## Sources
- (en) Cet article est partiellement ou en totalité issu de l’article de Wikipédia en anglais intitulé « Michał Wielhorski (elder) » (voir la liste des auteurs).